# Iwan Buresz
Iwan Josifow Buresz (bułg. Иван Йосифов Буреш, ur. 27 grudnia 1885 w Sofii, zm. 8 sierpnia 1980 tamże) – bułgarski zoolog i entomolog, nazywany patriarchą bułgarskiej biologii.

## Życiorys
Buresz urodził się w Sofii, stolicy Księstwa Bułgarii, w rodzinie czeskiego cynkografa i fotografa Josefa Buresza, który osiadł tu w 1878. Ukończył szkołę średnią w Sofii oraz studia na Uniwersytecie Karola w Pradze i Uniwersytecie Sofijskim w dziedzinie nauk przyrodniczych.
Następnie (od 1909) kontynuował edukację na Uniwersytecie Ludwika i Maksymiliana w Monachium pod kierunkiem znanych zoologów: Richarda Hertwiga i Franza Dofleina.
Od 1914 Buresz był kustoszem Narodowego Muzeum Przyrodniczego w Sofii, a od 1918 dyrektorem Instytutu Nauk Przyrodniczych. Utrzymał tę posadę do 1946. Od 1947, do odejścia na emeryturę w 1959, kierował Instytutem Zoologii Bułgarskiej Akademii Nauk.
Iwan Buresz opublikował około 200 artykułów naukowych i popularnonaukowych. Chociaż głównym obszarem jego pracy była entomologia, wniósł również wkład do bułgarskiej speleologii, herpetologii i botaniki.